# Martin Vacek
Martin Vacek (* 2. prosince 1971 Valašské Meziříčí) je český politik a terapeut, v letech 2010 až 2013 poslanec, v letech 2014 až 2019 předseda politického hnutí HOZK.

## Život
Vystudoval sociální pedagogiku na Masarykově univerzitě v Brně, titul Bc., titul Mgr. Univerzitu Palackého v Olomouci, titul PhDr. (státní zkoušky má z psychologie, pedagogiky, sociální pedagogiky a Práva), dále absolvoval na univerzitě Carolus Magnus university v Bruselu s titulem MBA. Působil také jako odborný terapeut v areálu Krajské Baťovy nemocnice ve Zlíně.
Působil jako komunální politik i krajský zastupitel ODS, v květnu 2009 se rozhodl odejít z ODS. V létě 2009 přijal nabídku kandidovat do PS PČR za Věci veřejné. Byl zvolen Poslancem Poslanecké sněmovny Parlamentu České republiky ve volbách 2010 za Zlínský kraj. Byl zvolen předsedou výboru pro sociální politiku parlamentu PS PČR. Po mediálních skandálech Věcí veřejných odešel ze strany a stal se nezávislým poslancem.
Od října 2014 byl předsedou politického hnutí HOZK a dále provozuje svou odbornou praxi. Ve volbách do Senátu PČR v roce 2016 kandidoval za hnutí HOZK v obvodu č. 19 – Praha 11. Se ziskem 0,73 % hlasů skončil na posledním 13. místě a do druhého kola nepostoupil.
V prosinci 2019 se hnutí HOZK rozhodlo dobrovolně rozpustit, čímž mu zaniklo členství v hnutí i post předsedy hnutí.